# Лук'янець Ігор Леонідович
Лук'янець Ігор Леонідович — старший солдат Збройних сил України.

## Життєпис
В У мирний час проживав у Новограді-Волинському, строковик 30-ї бригади.
За освітою — економіст-фінансист; в зоні бойових дій з квітня 2014-го року, перед відбуттям на фронт заручився із коханою дівчиною Валентиною.
14 липня на Луганщині з побратимом рушили у розвідку позицій терористів. Пробули серед бойовиків весь день, змогли передати дані про ворожі вогневі точки, кількість зброї і чисельність терористів. Коли поверталися назад, бойовики зрозуміли, що хлопці не з їхнього оточення і відкрили вогонь. Лук'янець зазнав наскрізного поранення живота, внутрішніх органів, кісток тазу, втратив багато крові. Товариш дотягнув Ігоря до частини, військовим вертольотом доставлений в Харків, звідти перевезли до Києва.
Лікарі боролися за його життя у реанімації Київського військового госпіталю. Переніс 14 (!) операцій, стан вкрай тяжкий — посттравматичне гнійне запалення черевної порожнини, в кишку — велика кількість осколків, перитоніт; лікарі говорять, що уперше зіштовхнулися із такими тяжкими ураженнями. Небайдужі люди зібрали кошти на лікування в Ізраїлі, на лікування закордон відбув 13 серпня, стан його поступово покращився.

## Нагороди
8 вересня 2014 року — за особисту мужність і героїзм, виявлені у захисті державного суверенітету та територіальної цілісності України, вірність військовій присязі під час російсько-української війни, відзначений — нагороджений орденом «За мужність» III ступеня.